# Айн-Дефля (вілаєт)
Айн-Дефля (араб. ولاية عين الدفلى) — вілаєт Алжиру. Адміністративний центр — м. Айн-Дефля. Площа — 4 891 км². Населення — 771 890 осіб (2008).

## Географічне положення
Вілаєт розташований в горах Тель-Атлас. На півночі межує з вілаєтом Тіпаза, на північному сході — з вілаєтом Бліда, на сході — з вілаєтом Медея,  на півдні — з вілаєтом Тіссемсілт, на заході — з вілаєтом Шлеф.

## Адміністративний поділ
Поділяється на 14 округів та 36 муніципалітетів.
| Алжир | Це незавершена стаття з географії Алжиру. Ви можете допомогти проєкту, виправивши або дописавши її. |